# Рождество с Холли
«Рождество с Холли» (англ. Christmas with Holly) — телевизионный фильм 2012 года, снятый режиссёром Алланом Аркушем по мотивам книги Лизы Клейпас «Канун Рождества в Пятничной гавани». Съёмки проходили в канадской провинции Новая Шотландия.

## Сюжет
Малышка Холли Нолан не говорит ни слова после гибели матери в автокатастрофе. Её законный опекун дядя Марк решает сменить обстановку и вместе с девочкой переезжает из Сиэтла к семье брата.
Юную Мэгги бросил жених, она находится в депрессии и решает уехать подальше, дабы забыться и увлечься чем-нибудь новым. Она открывает магазин игрушек.
Жизнь всех троих ждут кардинальные изменения благодаря друг другу. Но пока они об этом не догадываются.

## В ролях
- Шон Фэрис — Марк
- Элоиза Мамфорд — Мэгги
- Джози Галина / Люси Галина — Холли
- Дэниэл Эрик Голд — Алекс
- Катрин Беруб — Кэти

## Награды и номинации
Премия Гильдии музыкальных супервайзеров
- Лучшая работа музыкального супервайзера в теле- или кинофильме: Андреа фон Фоерстер (номинация)